# The Broom of the System
The Broom of the System é uma novela de 1987 que marca a estreia do escritor norte-americano David Foster Wallace na ficção.

## Contexto
The Broom of the System foi primeiro de seus trabalhos ficcionais de Wallace a ser publicado. Articulado estruturalmente nas teorias lógico-linguísticas de Ludwig Wittgenstein (sobre as quais Wallace também escreveu uma tese de graduação), o próprio autor definiu o romance como um diálogo ideal entre Jacques Derrida e o próprio Wittgenstein.